# Обезображенная
«Обезображенная» (англ. Scarred; иные названия «Травмированный» и «Холодный ужас») — фильм ужасов 2005 года режиссёров Джона Хоффмана и Дейва Рока.

## Сюжет
Семейная пара вместе со своими отпрысками и их друзьями приезжает на загородный пикник в лес. Здесь они встречаются с местными представителями правоохранительных органов, один из которых рассказывает им местную легенду о том, что здесь по ночам орудует дикая женщина, лицо которой в прошлом было изуродовано. Теперь эта женщина убивает попавшихся ей людей, срезает у них кожу лиц и использует её в качестве маски, дабы возвратить свою былую красоту.

## В ролях
| Актёр          | Роль         |
| -------------- | ------------ |
| Бред Эштен     | Билли        |
| Джулиан Берлин | Ким Хансен   |
| Дэвид Остин    | Джесс        |
| Максин Банс    | Хизер Хансен |
| Джонни Макк    | Бен Хансен   |